# Parantica albata
Parantica albata is een vlinder uit de familie Nymphalidae, onderfamilie Danainae.
De wetenschappelijke naam van de soort is, als Euploea albata, voor het eerst geldig gepubliceerd in 1831 door Julius Leopold Theodor Friedrich Zincken.
De soort komt alleen voor in Indonesië. Hij staat op de Rode Lijst van de IUCN als gevoelig.